# American Journal of Agricultural Economics
American Journal of Agricultural Economics is een internationaal, aan collegiale toetsing onderworpen wetenschappelijk tijdschrift op het gebied van de agro-economie en agropolitiek. De naam wordt in literatuurverwijzingen meestal afgekort tot Am. J. Agr. Econ. Het wordt uitgegeven door Oxford University Press namens de American Agricultural Economics Association en verschijnt 5 keer per jaar. Het eerste nummer verscheen in 1919.